# Samsuditana
Samsuditana was 1625 - 1595 v.Chr. (middenchronologie) de laatste koning van het Oud-Babylonische Rijk.
Hij was een nazaat van Hammurabi, die zijn betovergrootvader was. De economische neergang en de bedreigingen van buitenaf die onder zijn voorganger al het rijk danig van zijn eerdere glorie beroofd hadden, werden onder zijn bewind alleen maar erger.

Documenten die in Terqa opgegraven zijn, laten echter wel zien dat onder zijn bewind de streek van H̬ana aan de Eufraat wel onder Babylonisch gezag was.

## Het einde
In zijn dagen kwam er een abrupt einde aan het rijk van Hammurabi doordat een inval van de Hettieten onder Mursili I plaatsvond die de stad Babylon verwoestte. Daarmee begon een periode van chaos waarin geschreven bronnen ontbreken, maar waarin de Kassieten in Babylonië aan de macht komen. Hoe lang deze periode precies geduurd heeft, is nog steeds een omstreden zaak. De chronologie van het Oud-Babylonische Rijk vormt een soort eiland in de tijd. Het einde ervan wordt in de middenchronologie op 1595 v.Chr. gesteld, maar dan is de 'donkere tijd' erna wel tamelijk lang. Er zijn ook geleerden die het op 1499 v.Chr. houden, maar dit is weer moeilijk te verenigen met het Venustablet van Ammisaduqa. Wel is duidelijk dat het einde in jaar 31 van Samsuditana heeft plaatsgevonden. 
Pas rond 1430 v.Chr. onder Karaindaš zijn er weer duidelijke sporen van bouwactiviteit.